# Troglohyphantes
Genre
Synonymes
- Nicthyphantes Joseph, 1882
- Stygohyphantes Kratochvíl, 1948
- Troglodytia Deeleman-Reinhold, 1978

Troglohyphantes est un genre d'araignées aranéomorphes de la famille des Linyphiidae.

## Distribution
Les espèces de ce genre se rencontrent en écozone paléarctique occidentale.

## Liste des espèces
Selon World Spider Catalog (version 26, 20/03/2025) :
- Troglohyphantes achillis Isaia & Mammola, 2022
- Troglohyphantes adjaricus Tanasevitch, 1987
- Troglohyphantes affinis (Kulczyński, 1914)
- Troglohyphantes albicaudatus Bosmans, 2006
- Troglohyphantes albopictus Pesarini, 1989
- Troglohyphantes alluaudi Fage, 1919
- Troglohyphantes apenninicus Isaia, Mammola & Pantini, 2017
- Troglohyphantes balazuci Dresco, 1956
- Troglohyphantes birsteini Charitonov, 1947
- Troglohyphantes bolivarorum Machado, 1939
- Troglohyphantes bolognai Brignoli, 1975
- Troglohyphantes bornensis Isaia & Pantini, 2008
- Troglohyphantes boudewijni Deeleman-Reinhold, 1974
- Troglohyphantes brevipes Deeleman-Reinhold, 1978
- Troglohyphantes brignolii Deeleman-Reinhold, 1978
- Troglohyphantes bureschianus Deltshev, 1975
- Troglohyphantes caecus Fage, 1919
- Troglohyphantes caligatus Pesarini, 1989
- Troglohyphantes cantabricus Simon, 1911
- Troglohyphantes caporiaccoi Brignoli, 1971
- Troglohyphantes cavadinii Pesarini, 1989
- Troglohyphantes cerberus (Simon, 1884)
- Troglohyphantes charitonovi Tanasevitch, 1987
- Troglohyphantes cirtensis (Simon, 1910)
- Troglohyphantes comottii Pesarini, 1989
- Troglohyphantes confusus Kratochvíl, 1939
- Troglohyphantes croaticus (Chyzer, 1894)
- Troglohyphantes cruentus Brignoli, 1971
- Troglohyphantes cyrnaeus Isaia, 2023
- Troglohyphantes dalmaticus (Kulczyński, 1914)
- Troglohyphantes deelemanae Tanasevitch, 1987
- Troglohyphantes dekkingae Deeleman-Reinhold, 1978
- Troglohyphantes delphinicus Isaia & Mammola, 2022
- Troglohyphantes diabolicus Deeleman-Reinhold, 1978
- Troglohyphantes dinaricus (Kratochvíl, 1948)
- Troglohyphantes diurnus Kratochvíl, 1932
- Troglohyphantes dominici Pesarini, 1988
- Troglohyphantes draconis Deeleman-Reinhold, 1978
- Troglohyphantes drenskii Deltshev, 1973
- Troglohyphantes excavatus Fage, 1919
- Troglohyphantes exspectatus Nadolny & Turbanov, 2025
- Troglohyphantes exul Thaler, 1987
- Troglohyphantes fagei Roewer, 1931
- Troglohyphantes fallax Deeleman-Reinhold, 1978
- Troglohyphantes fatalis Pesarini, 1988
- Troglohyphantes fugax (Kulczyński, 1914)
- Troglohyphantes furcifer (Simon, 1884)
- Troglohyphantes gamsi Deeleman-Reinhold, 1978
- Troglohyphantes gestroi Fage, 1933
- Troglohyphantes giachinoi Isaia & Mammola, 2018
- Troglohyphantes giromettai (Kulczyński, 1914)
- Troglohyphantes gladius Wunderlich, 1995
- Troglohyphantes gracilis Fage, 1919
- Troglohyphantes gregori (Miller, 1947)
- Troglohyphantes hadzii Kratochvíl, 1934
- Troglohyphantes helsdingeni Deeleman-Reinhold, 1978
- Troglohyphantes henroti Dresco, 1956
- Troglohyphantes herculanus (Kulczyński, 1894)
- Troglohyphantes inermis Deeleman-Reinhold, 1978
- Troglohyphantes iulianae Brignoli, 1971
- Troglohyphantes jamatus Roewer, 1931
- Troglohyphantes jeanneli Dumitrescu & Georgescu, 1970
- Troglohyphantes juris Thaler, 1982
- Troglohyphantes karawankorum Deeleman-Reinhold, 1978
- Troglohyphantes karolianus Topçu, Türkes & Seyyar, 2008
- Troglohyphantes konradi Brignoli, 1975
- Troglohyphantes kordunlikanus Deeleman-Reinhold, 1978
- Troglohyphantes kratochvili Drensky, 1935
- Troglohyphantes labrada Wunderlich, 2012
- Troglohyphantes lanai Isaia & Pantini, 2010
- Troglohyphantes latzeli Thaler, 1986
- Troglohyphantes lesserti Kratochvíl, 1935
- Troglohyphantes lessinensis Caporiacco, 1936
- Troglohyphantes liburnicus Caporiacco, 1927
- Troglohyphantes lucifer Isaia, Mammola & Pantini, 2017
- Troglohyphantes lucifuga (Simon, 1884)
- Troglohyphantes machadoi Barrientos, Fernández-Pérez & Castro, 2023
- Troglohyphantes marqueti (Simon, 1884)
- Troglohyphantes megagynus Zamani & Marusik, 2023
- Troglohyphantes microcymbium Pesarini, 2001
- Troglohyphantes milleri (Kratochvíl, 1948)
- Troglohyphantes montanus Absolon & Kratochvíl, 1932
- Troglohyphantes nigraerosae Brignoli, 1971
- Troglohyphantes noricus (Thaler & Polenec, 1974)
- Troglohyphantes novicordis Thaler, 1978
- Troglohyphantes numidus (Simon, 1911)
- Troglohyphantes orghidani Dumitrescu & Georgescu, 1977
- Troglohyphantes oromii (Ribera & Blasco, 1986)
- Troglohyphantes orpheus (Simon, 1884)
- Troglohyphantes paulusi Thaler, 2002
- Troglohyphantes pavesii Pesarini, 1988
- Troglohyphantes pedemontanus (Gozo, 1908)
- Troglohyphantes phragmitis (Simon, 1884)
- Troglohyphantes pisidicus Brignoli, 1971
- Troglohyphantes pluto Caporiacco, 1938
- Troglohyphantes poleneci Wiehle, 1964
- Troglohyphantes polyophthalmus Joseph, 1882
- Troglohyphantes pretneri Deeleman-Reinhold, 1978
- Troglohyphantes pugnax Deeleman-Reinhold, 1978
- Troglohyphantes pumilio Denis, 1959
- Troglohyphantes pyrenaeus Simon, 1907
- Troglohyphantes racovitzai Dumitrescu & Georgescu, 1970
- Troglohyphantes regalini Pesarini, 1989
- Troglohyphantes roberti Deeleman-Reinhold, 1978
- Troglohyphantes roquensis Barrientos & Fernández-Pérez, 2018
- Troglohyphantes ruffoi Caporiacco, 1936
- Troglohyphantes salax (Kulczyński, 1914)
- Troglohyphantes saouaf Bosmans, 2006
- Troglohyphantes sbordonii Brignoli, 1975
- Troglohyphantes schenkeli (Miller, 1937)
- Troglohyphantes sciakyi Pesarini, 1989
- Troglohyphantes scientificus Deeleman-Reinhold, 1978
- Troglohyphantes similis Fage, 1919
- Troglohyphantes simoni Fage, 1919
- Troglohyphantes sketi Deeleman-Reinhold, 1978
- Troglohyphantes solitarius Fage, 1919
- Troglohyphantes sordellii (Pavesi, 1875)
- Troglohyphantes spatulifer Pesarini, 2001
- Troglohyphantes spinipes Fage, 1919
- Troglohyphantes strandi Absolon & Kratochvíl, 1932
- Troglohyphantes subalpinus Thaler, 1967
- Troglohyphantes svilajensis (Kratochvíl, 1948)
- Troglohyphantes tauriscus Thaler, 1982
- Troglohyphantes thaleri Miller & Polenec, 1975
- Troglohyphantes trispinosus Miller & Polenec, 1975
- Troglohyphantes troglodytes (Kulczyński, 1914)
- Troglohyphantes turcicus Topçu, Türkeş, Seyyar, Demircan & Karabulut, 2014
- Troglohyphantes typhlonetiformis Absolon & Kratochvíl, 1932
- Troglohyphantes vasconicus Barrientos, Castro & Fernández-Pérez, 2023
- Troglohyphantes vicinus Miller & Polenec, 1975
- Troglohyphantes vignai Brignoli, 1971
- Troglohyphantes wiebesi Deeleman-Reinhold, 1978
- Troglohyphantes wiehlei Miller & Polenec, 1975
- Troglohyphantes zanoni Pesarini, 1988

## Systématique et taxinomie
Ce genre a été décrit par Joseph en 1882.
Nicthyphantes a été placé en synonymie par Simon en 1894.
Stygohyphantes a été placé en synonymie par Deeleman-Reinhold en 1978.

## Publication originale
- Joseph, 1882 : « Systematisches Verzeichniss der in Tropfsteingrotten von Krain einheimischen Arthropoden, nebst Diagnosen der vom Verfasser entdecken und bischer noch nicht beschreibenen Arten. » Berliner Entomologische Zeitschrift, vol. 1882, p. 1-50.